# Domrémy-la-Pucelle
« Domrémy » redirige ici. Pour les autres significations, voir Domrémy (homonymie).
Domrémy-la-Pucelle — ou Domremy-la-Pucelle — est une commune française située dans le département des Vosges en Lorraine. La commune de l'arrondissement de Neufchâteau fait aujourd'hui partie de la région administrative Grand Est.
Domremy-la-Pucelle est connue pour être la patrie de Jeanne d'Arc. À son époque, la commune était rattachée au village voisin de Greux, situé 1 km plus au nord.

## Géographie

### Localisation
Le territoire de la commune est limitrophe de cinq communes, dont une, Les Roises, est située dans le département voisin de la Meuse.
| Les Roises (Meuse) | Greux              |                 |
| Seraumont          | Domrémy-la-Pucelle | Maxey-sur-Meuse |
|                    | Coussey            |                 |

### Géologie et relief
La commune se compose de 11,75 hectares de territoires artificialisés (1,31 %), 252,57 hectares de territoires agricoles (28,09 %) et 634,24 hectares de forêts et milieux semi-naturels (70,55 %).
Espaces naturels :
- Un espace protégé Natura 2000 : Vallée de la Saônelle[4],
- Deux zones naturelles d'intérêt écologique, faunistique et floristique (Znieff) :

Pays de Neufchâteau,
Gîte à chiroptères de Coussey.

### Hydrographie et les eaux souterraines
Hydrogéologie et climatologie : Système d’information pour la gestion des eaux souterraines du bassin Rhin-Meuse :
Territoire communal : Occupation du sol (Corinne Land Cover); Cours d'eau (BD Carthage),
Géologie : Carte géologique; Coupes géologiques et techniques,
 Hydrogéologie : Masses d'eau souterraine; BD Lisa; Cartes piézométriques.
La commune est située dans le bassin versant de la Meuse au sein du bassin Rhin-Meuse. Elle est drainée par la Meuse et le ruisseau des Roises,.
La Meuse prend sa source en France, dans la commune du Châtelet-sur-Meuse, à 409 mètres d'altitude, et se jette dans la mer du Nord après un cours long d'approximativement 950 kilomètres traversant la France sur 486 kilomètres, la Belgique et les Pays-Bas.

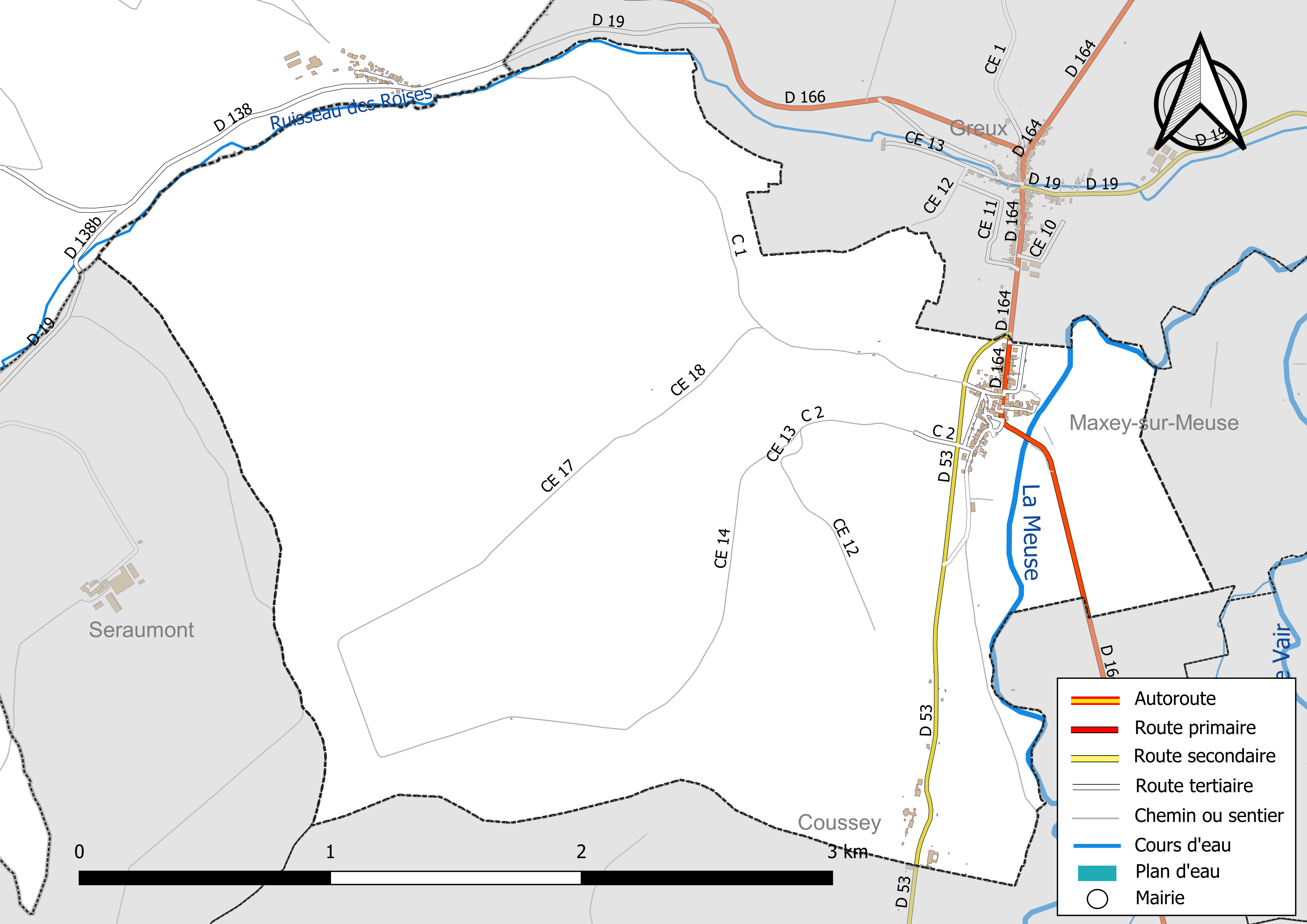
Réseaux hydrographique et routier de Domrémy-la-Pucelle.

La qualité des eaux de baignade et des cours d’eau peut être consultée sur un site spécial géré par les agences de l’eau et l’Agence française pour la biodiversité.

### Climat
Pour des articles plus généraux, voir Climat du Grand Est et Climat des Vosges.
En 2010, le climat de la commune est de type climat des marges montargnardes, selon une étude du Centre national de la recherche scientifique s'appuyant sur une série de données couvrant la période 1971-2000. En 2020, Météo-France publie une typologie des climats de la France métropolitaine dans laquelle la commune est exposée à un climat océanique altéré et est dans la région climatique Lorraine, plateau de Langres, Morvan, caractérisée par un hiver rude (1,5 °C), des vents modérés et des brouillards fréquents en automne et hiver.
Pour la période 1971-2000, la température annuelle moyenne est de 9,7 °C, avec une amplitude thermique annuelle de 16,7 °C. Le cumul annuel moyen de précipitations est de 931 mm, avec 13,1 jours de précipitations en janvier et 9,6 jours en juillet. Pour la période 1991-2020, la température moyenne annuelle observée sur la station météorologique de Météo-France la plus proche, « Rollainville », sur la commune de Rollainville à 10 km à vol d'oiseau, est de 10,3 °C et le cumul annuel moyen de précipitations est de 860,3 mm. 
La température maximale relevée sur cette station est de 39,6 °C, atteinte le 25 juillet 2019 ; la température minimale est de −18,2 °C, atteinte le 20 décembre 2009,,.
Les paramètres climatiques de la commune ont été estimés pour le milieu du siècle (2041-2070) selon différents scénarios d'émission de gaz à effet de serre à partir des nouvelles projections climatiques de référence DRIAS-2020. Ils sont consultables sur un site spécial publié par Météo-France en novembre 2022.

## Urbanisme

### Typologie
Au 1er janvier 2024, Domrémy-la-Pucelle est catégorisée commune rurale à habitat dispersé, selon la nouvelle grille communale de densité à sept niveaux définie par l'Insee en 2022.
Elle est située hors unité urbaine. Par ailleurs la commune fait partie de l'aire d'attraction de Neufchâteau, dont elle est une commune de la couronne,. Cette aire, qui regroupe 72 communes, est catégorisée dans les aires de moins de 50 000 habitants,.

### Occupation des sols
L'occupation des sols de la commune, telle qu'elle ressort de la base de données européenne d’occupation biophysique des sols Corine Land Cover (CLC), est marquée par l'importance des forêts et milieux semi-naturels (70,6 % en 2018), en diminution par rapport à 1990 (71,9 %). La répartition détaillée en 2018 est la suivante : 
forêts (59,7 %), terres arables (12 %), milieux à végétation arbustive et/ou herbacée (10,8 %), prairies (10,2 %), zones agricoles hétérogènes (6 %), zones urbanisées (1,3 %). L'évolution de l’occupation des sols de la commune et de ses infrastructures peut être observée sur les différentes représentations cartographiques du territoire : la carte de Cassini (XVIIIe siècle), la carte d'état-major (1820-1866) et les cartes ou photos aériennes de l'IGN pour la période actuelle (1950 à aujourd'hui).

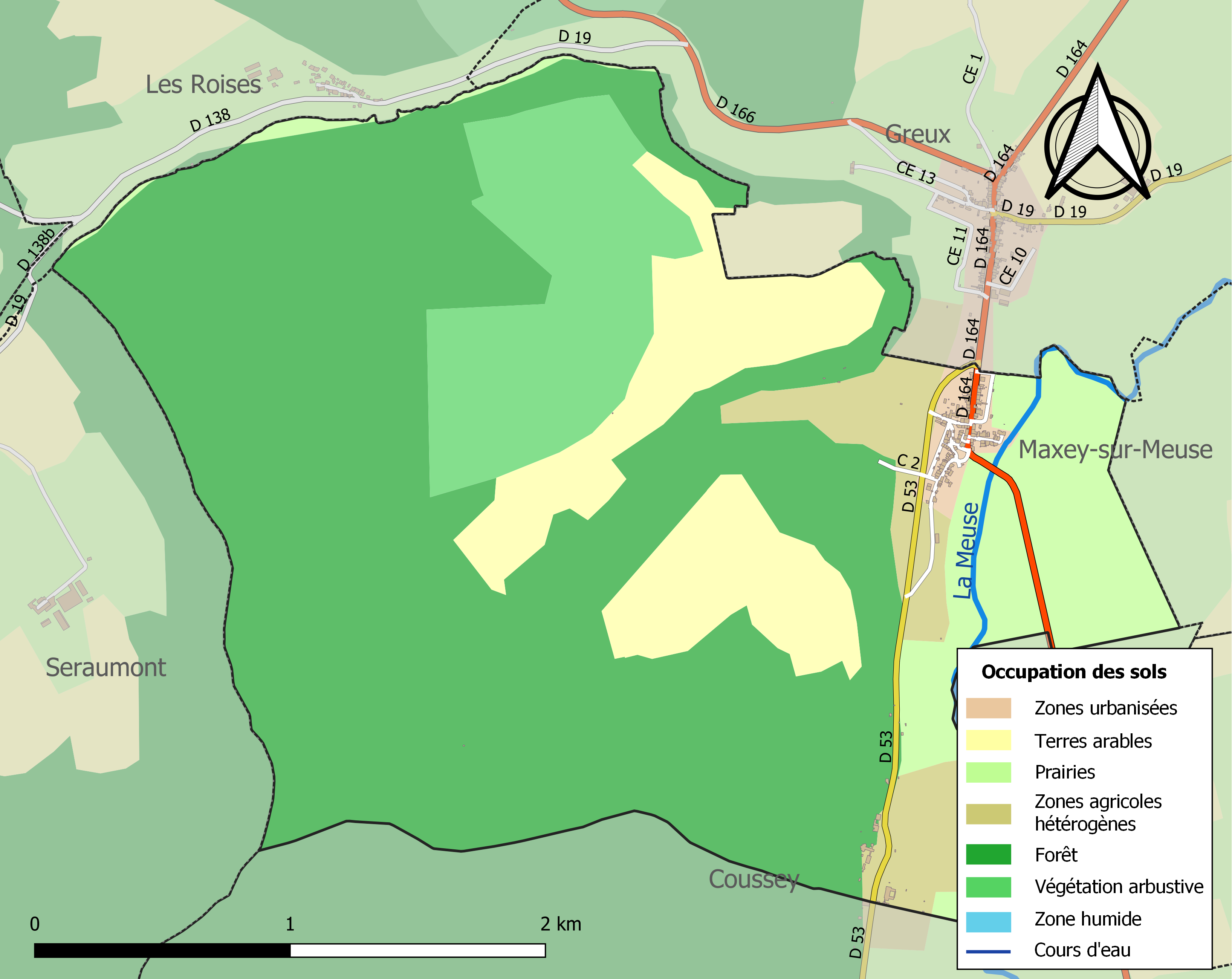
Carte des infrastructures et de l'occupation des sols de la commune en 2018 (CLC).

### Voies de communications et transports

#### Voies routières
- A31 (aussi appelée autoroute de Lorraine-Bourgogne). Échangeurs Colombey-les-Belles, Châtenois.

#### Transports en commun
- Fluo Grand Est.

#### Lignes SNCF
- Gare de Neufchâteau
- Gare de Pagny-sur-Meuse

#### Transports aériens
- L'Aéroport d'Épinal-Mirecourt « Vosges Aéroport ».

À partir de l'été 2021, l’aéroport d’Épinal-Mirecourt est devenu le "pélicandrome" de la Zone Est et servira ainsi de base de ravitaillement et d’intervention pour les avions bombardiers d’eau connus sous le nom de Dash 8.
- Aéroport de Nancy-Essey.

## Toponymie

### Anciennes mentions
Le nom du village est mentionné sous les formes : Domnum Remigium (xie siècle), Donrumei (1215), Domnumremeium (1224), Domremi (1246), De Domno Remigio supra Mosam (1248), Doremei (1259), Domremei (1261), Donremi (1276), Donremey (1320), Donremay (1342), Dompremey (1353), Donremey sur Meuze (1370), Dompremy (1384), Dompremi (1423), Doremi (1445), Donremeiez (1462), Dampremo (xve siècle), Dampremé auprès de Vaucouleur (xvie siècle), Domremey (1530), Dompremy la Pucelle (1578), Domremy la Pucelle (1656), Dompremy la Poucelle (1731).

### Étymologie et prononciation
S'il existait un toponyme gaulois antérieur, il a disparu comme plusieurs milliers d'autres en Gaule sans laisser aucune trace. « Il est donc plus probable que le nom provienne de Dunum Remii, une éminence du peuple celte des Rèmes... ».
Pour d'autres spécialistes, plus anciens, « Domrémy » serait un hagiotoponyme caché datant du Moyen Âge : il s'agirait d’un composé : Dom- et -Rémy.

Dom, issu du nom commun latin Dom[i]nus, mot désignant quelqu'un qui fait autorité. Le titre Dom peut se traduire, selon le contexte, par « Maître », « Seigneur », « Monseigneur », etc. Il était aussi d'usage pour certains religieux bénédictins, chartreux ou  trappistes (par exemple Dom Calmet, Dom Pérignon…), et lorsque la personne a été reconnue comme sainte — donc revêtue d'une autorité spirituelle particulière — le titre Dom peut se traduire par le mot Saint. 

Remy est issu du nom de saint Remi (Remigius en latin), évêque de Reims, auquel est d'ailleurs consacrée la paroisse.
Si le nom du village de Domrémy avait été transposé en français moderne, ce serait naturellement « Saint-Remi » comme ce fut le cas pour Saint-Dié, Saint-Dizier, etc.

Domremy est un type toponymique fréquent puisqu'on trouve Domremy-Landéville (Haute-Marne, Domnus Remigius XIe siècle) ; Domremy-aux-Bois (Marne, Domnus Remigius en 1047) ; Domremy-la-Canne (Meuse, Domnus Remigius en 1064) ; ainsi que Dompremy (Marne, Damremigius en 1161). En outre Dom- se retrouve dans les nombreux Dommartin , Domjean, Domptail, Domprix, etc., tous formés avec un nom de saint. On trouve également en toponymie la forme altérée Dam- comme dans Dammartin par exemple.

La prononciation rémoise parfaitement constante depuis des siècles est « Remi » (et non « Rémi »). Remy (rarement Remi) est par ailleurs un nom de baptême et un patronyme très fréquemment attesté depuis un millénaire. L'historien Jacques Berlioz écrit : « Il est inexact d’écrire « Domrémy » (avec un accent aigu). L'« e » initial de Remigius étant libre — c'est-à-dire suivi d'une seule consonne —, s'est affaibli en « e » sourd en français. On doit de même écrire Remi et non Rémi. » En réalité, ce e intervocalique était devenu muet en français, d'où la prononciation ancienne « r'nard » pour renard, « s'cret » pour secret, « p'tit » pour petit. L'articulation du e [ø] est une réaction moderne, on devait dire « r'mi ». C'est pourquoi il faut écrire Remy comme renard ou secret sans accent aigu. Alain Litaize, de l’université de Nancy, pense que « la règle qui prévaut veut que l’on retienne la prononciation locale ». En la matière, les Domremois, à commencer par leur maire, Daniel Coince, et l’ancien recteur de la basilique Jean Mengin prononcent « dom-re-mi ». Le sénateur Albert Voilquin fit passer au pilon tous les timbres de la maison de Jeanne d’Arc édités en 1970 parce qu’il y avait un accent aigu sur le e.
Le déterminant la-Pucelle renvoie directement au surnom de Jeanne d'Arc et il apparaît, comme l'indiquent les formes anciennes, au XVIe siècle. La « pucelle » est en très ancien français « la jeune fille noble »,, le sens ironique n'apparaissant qu'au XVIIIe siècle ». Le mot pucelle est attesté en ancien français dès le IXe siècle sous la forme pulcella au sens de « jeune fille vierge » (séquence de Sainte-Eulalie), ensuite pulcele au XIe siècle, puis pucele au XIe siècle chez Wace avec la même signification La simple signification de « vierge » se trouve chez Marie de France vers 1170.

## Histoire

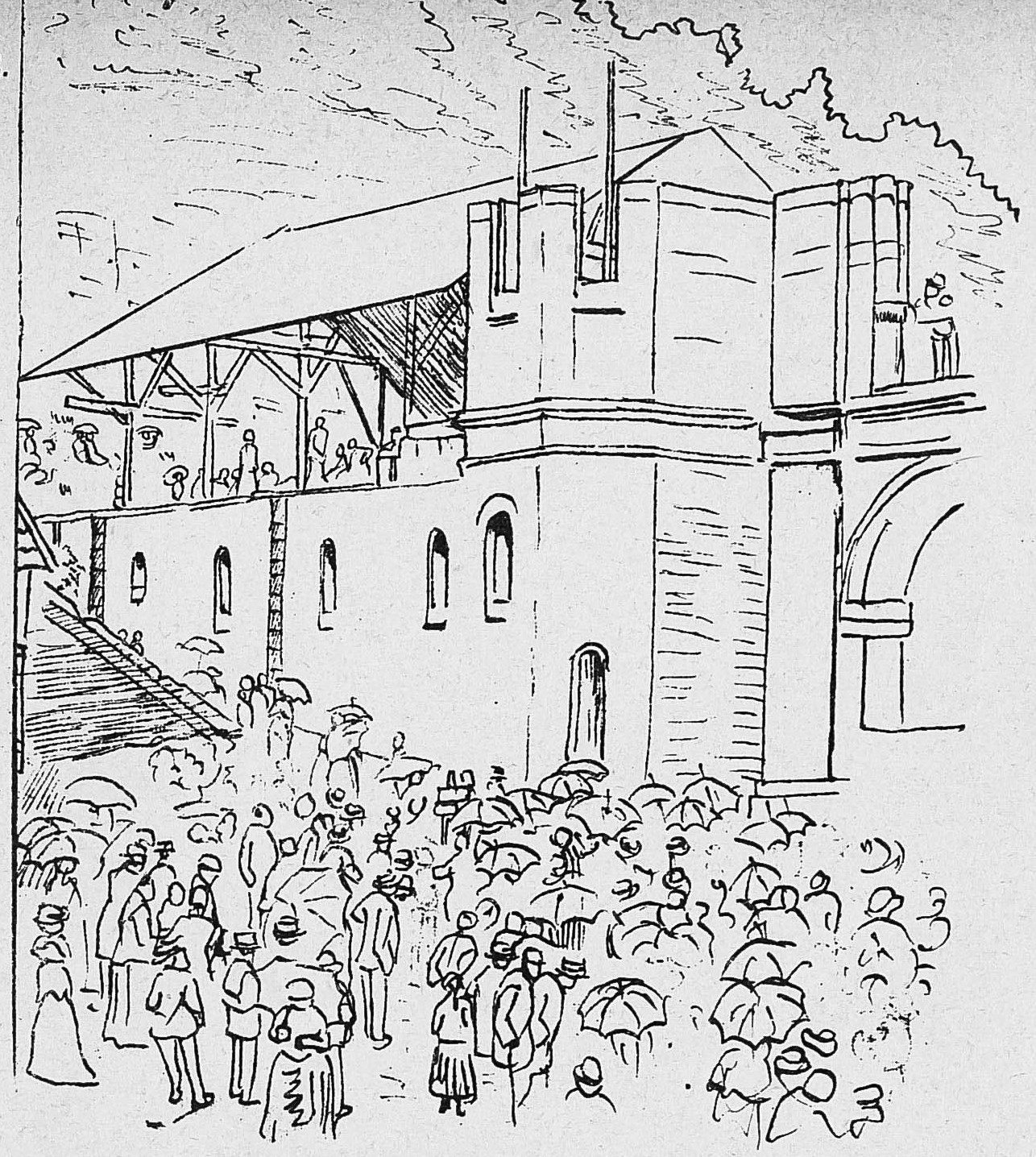
À Domrémy, dessin de 1894, La Lorraine artiste. Bibliothèque municipale de Nancy.

Le lieu était habité à l'époque celte, comme le montrent certaines murailles et tumuli antiques.
Au XVe siècle, du vivant de Jeanne d'Arc, la paroisse était divisée en deux parties : l'une dépendait du comté de Champagne, française, l'autre du Barrois mouvant. La jeune Jeanne d'Arc aimait se rendre à la chapelle de Bermont, près de Greux, pour prier, comme à l'église de Domrémy où elle avait reçu le baptême. Ses voix, qui la guidèrent dans sa mission et l'accompagnèrent dans son action, étaient celles des saintes Catherine d'Alexandrie, Marguerite d'Antioche et de saint Michel Archange ; pour elle des figures familières, voire tutélaires, ce qui contribua à ouvrir l’esprit de la jeune adolescente à la vocation extraordinaire qui fut la sienne.
Domrémy et Greux, qui ne faisaient qu'un selon Jeanne d'Arc,  furent exemptés d'impôts par Charles VII en 1429 après son couronnement. Jeanne d'Arc fut anoblie. En 1571, le village de Domrémy fut officiellement rattaché à la Lorraine et perdit le privilège qui s’y rattachait (le duché de Lorraine relevait du Saint-Empire romain germanique). Le document le plus ancien attestant de la perte du privilège est cependant daté de 1574. Greux étant sur le territoire du royaume de France a continué à bénéficier de ce privilège jusqu'en 1776. Domrémy fut rattaché au royaume de France près de deux siècles plus tard sous Louis XV. La paroisse de Domrémy devint en 1578 Domrémy-la-Pucelle. Elle passa au statut de commune à la Révolution française.
La commune a connu trois manifestations de masse en l'honneur de Jeanne d'Arc entre 1937 et 1939, organisées par le député Marcel Boucher et les Compagnons de Jeanne d'Arc.

## Politique et administration

### Budget et fiscalité 2023

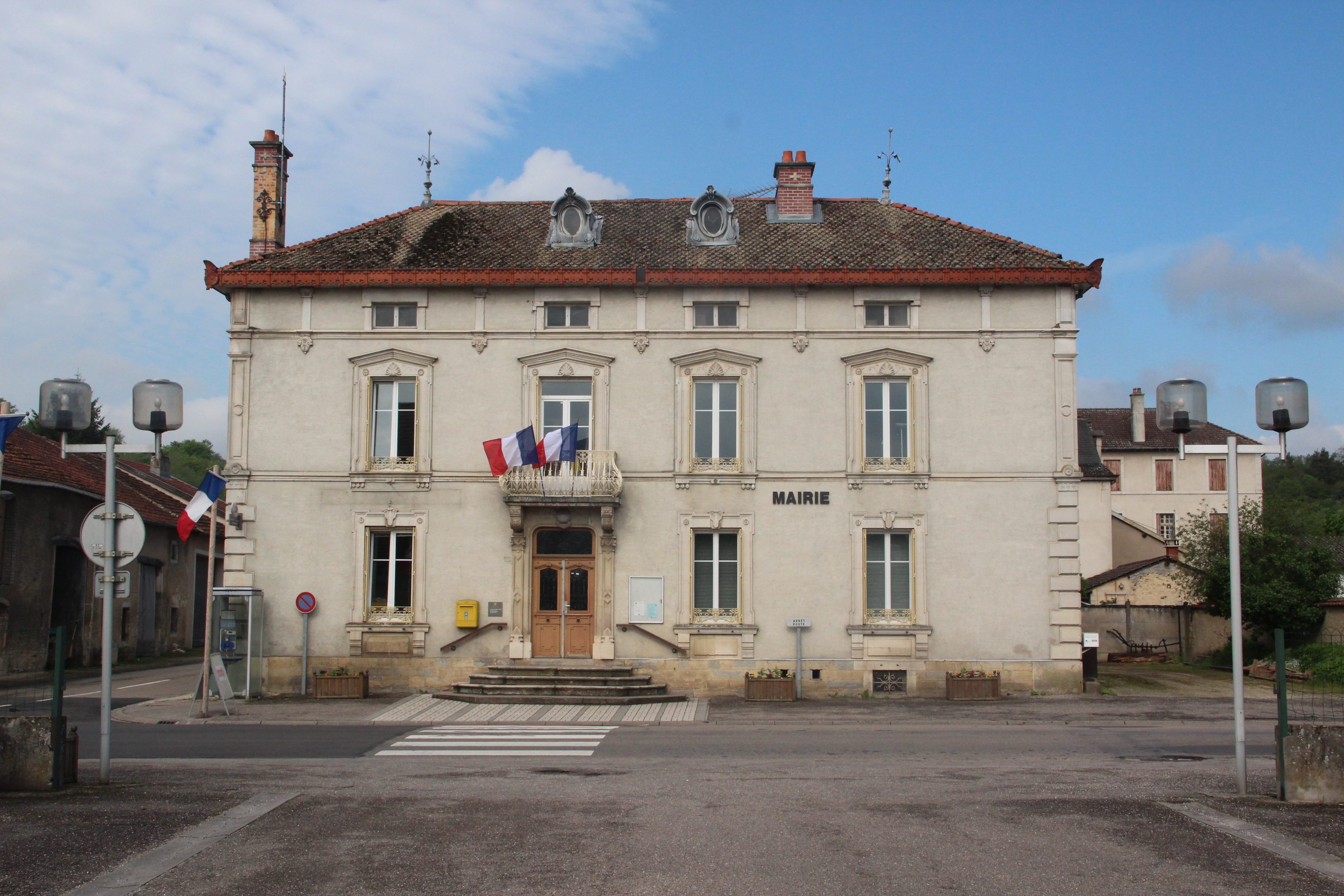
La mairie.

En 2023, le budget de la commune était constitué ainsi :
- total des produits de fonctionnement : 104 000 €, soit 1 153 € par habitant ;
- total des charges de fonctionnement : 90 000 €, soit 995 € par habitant ;
- total des ressources d'investissement : 88 000 €, soit 978 € par habitant ;
- total des emplois d'investissement : 64 000 €, soit 707 € par habitant ;
- endettement : 95 000 €, soit 1 050 € par habitant.

Avec les taux de fiscalité suivants :
- taxe d'habitation : 22,45 % ;
- taxe foncière sur les propriétés bâties : 34,11 % ;
- taxe foncière sur les propriétés non bâties : 13,39 % ;
- taxe additionnelle à la taxe foncière sur les propriétés non bâties : 0,00 % ;
- cotisation foncière des entreprises : 0,00 %.

Chiffres clés Revenus et pauvreté des ménages en 2021 : médiane en 2021 du revenu disponible, par unité de consommation : 22 200 €.

### Liste des maires
| Période                                  | Période   | Identité        | Étiquette | Qualité             |
| ---------------------------------------- | --------- | --------------- | --------- | ------------------- |
| Les données manquantes sont à compléter. |           |                 |           |                     |
|                                          | mars 1995 | Pierre Milési   |           | Négociant en métaux |
| mars 1995                                | mai 2020  | Daniel Coince   | DVD       |                     |
| mai 2020                                 | En cours  | Véronique Thiot |           | [ 35 ]              |

## Population et société

### Démographie

#### Évolution démographique
L'évolution du nombre d'habitants est connue à travers les recensements de la population effectués dans la commune depuis 1793. Pour les communes de moins de 10 000 habitants, une enquête de recensement portant sur toute la population est réalisée tous les cinq ans, les populations de référence des années intermédiaires étant quant à elles estimées par interpolation ou extrapolation. Pour la commune, le premier recensement exhaustif entrant dans le cadre du nouveau dispositif a été réalisé en 2008.

En 2022, la commune comptait 94 habitants, en évolution de −18,26 % par rapport à 2016 (Vosges : −2,96 %, France hors Mayotte : +2,11 %).
| 1793 | 1800 | 1806 | 1821 | 1831 | 1836 | 1841 | 1846 | 1856 |
| ---- | ---- | ---- | ---- | ---- | ---- | ---- | ---- | ---- |
| 261  | 291  | 340  | 304  | 316  | 324  | 319  | 320  | 307  |

| 1861 | 1866 | 1876 | 1881 | 1886 | 1891 | 1896 | 1901 | 1906 |
| ---- | ---- | ---- | ---- | ---- | ---- | ---- | ---- | ---- |
| 323  | 311  | 276  | 263  | 288  | 300  | 339  | 308  | 254  |

| 1911 | 1921 | 1926 | 1931 | 1936 | 1946 | 1954 | 1962 | 1968 |
| ---- | ---- | ---- | ---- | ---- | ---- | ---- | ---- | ---- |
| 267  | 278  | 266  | 279  | 283  | 275  | 240  | 210  | 225  |

| 1975 | 1982 | 1990 | 1999 | 2006 | 2008 | 2013 | 2018 | 2022 |
| ---- | ---- | ---- | ---- | ---- | ---- | ---- | ---- | ---- |
| 222  | 199  | 182  | 167  | 156  | 153  | 126  | 94   | 94   |

### Enseignement
Établissements d'enseignements :
- Écoles maternelles et primaires à Domrémy-la-Pucelle, Maxey-sur-Meuse, Coussey, Soulosse-sous-Saint-Élophe, Neufchâteau.
- Collèges à Neufchâteau, Gondrecourt-le-Château, Liffol-le-Grand, Vaucouleurs.
- Lycées à Neufchâteau.

### Santé
Professionnels et établissements de santé :
- Médecins à Coussey, Sauvigny, Neufchâteau, Allamps, Gondrecourt-le-Château, Grand, Liffol-le-Grand.
- Pharmacies à Coussey, Neufchâteau, Gondrecourt-le-Château, Liffol-le-Grand, Vaucouleurs, Colombey-les-Belles.
- Hôpitaux à Neufchâteau, Dommartin-lès-Toul, Toul, Vittel.

### Cultes
- Culte catholique, Paroisse Sainte-Jeanne-d'Arc-et-Saint-Elophe[42], Diocèse de Saint-Dié.

## Économie

### Entreprises et commerces

#### Commerces
- Commerces et services de proximité[43].

## Culture locale et patrimoine

### Lieux et monuments
- Maison natale de Jeanne d'Arc, classée monument historique depuis la première liste en 1840[44].
- Église Saint-Rémy classée au titre des monuments historiques par arrêté du 11 mai 1946[45]. Cette église a été « retournée » en 1824, c'est-à-dire que l'entrée actuelle se trouve à la place de l'ancien chœur et que le chœur actuel est à la place de l'ancienne entrée[46]. On peut y voir, sur un pilier, le martyre de saint Sébastien.
- Basilique du Bois-Chenu ou basilique Sainte-Jeanne d'Arc (du nom du lieu où Jeanne entendit ses voix)[47] : d'abord inscrite en 2006 puis classée au titre des monuments historiques par arrêté du 28 mai 2013[48]et son orgue de Jacquot-Lavergne construit en 1944[49].

- Centre Johannique, musée. Appuyé sur les découvertes les plus récentes de la recherche, documenté par de nombreux extraits de textes d'historiens renommés et richement illustré de reproductions d'œuvres d'art médiévales ou plus récentes, le Centre d'Interprétation tente de replacer le personnage de Jeanne d'Arc et son épopée dans son contexte historique et, sans en percer totalement le mystère, de l'expliciter par l'étude des mentalités et de l'imaginaire médiéval. On peut y découvrir une vidéo courte résumant la vie de cette grande figure de l'histoire de France (quinze minutes), une plus longue – vision sensible du pays de Jeanne et de son histoire – (une heure) ainsi qu'un théâtre son et lumière, la Chambre des Rois, présentant la guerre de Cent Ans et ses acteurs principaux (dix ou vingt minutes).
- Carmel de Domrémy construit par l'architecte Louis Sainte-Marie-Perrin. Maurice Barrès dans son livre Les Amitiés françaises[50] évoque ce bâtiment qu'il n'aime pas et y publie deux lettres de l'architecte.
- Château médiéval de l'isle dans une île de la Meuse[51].

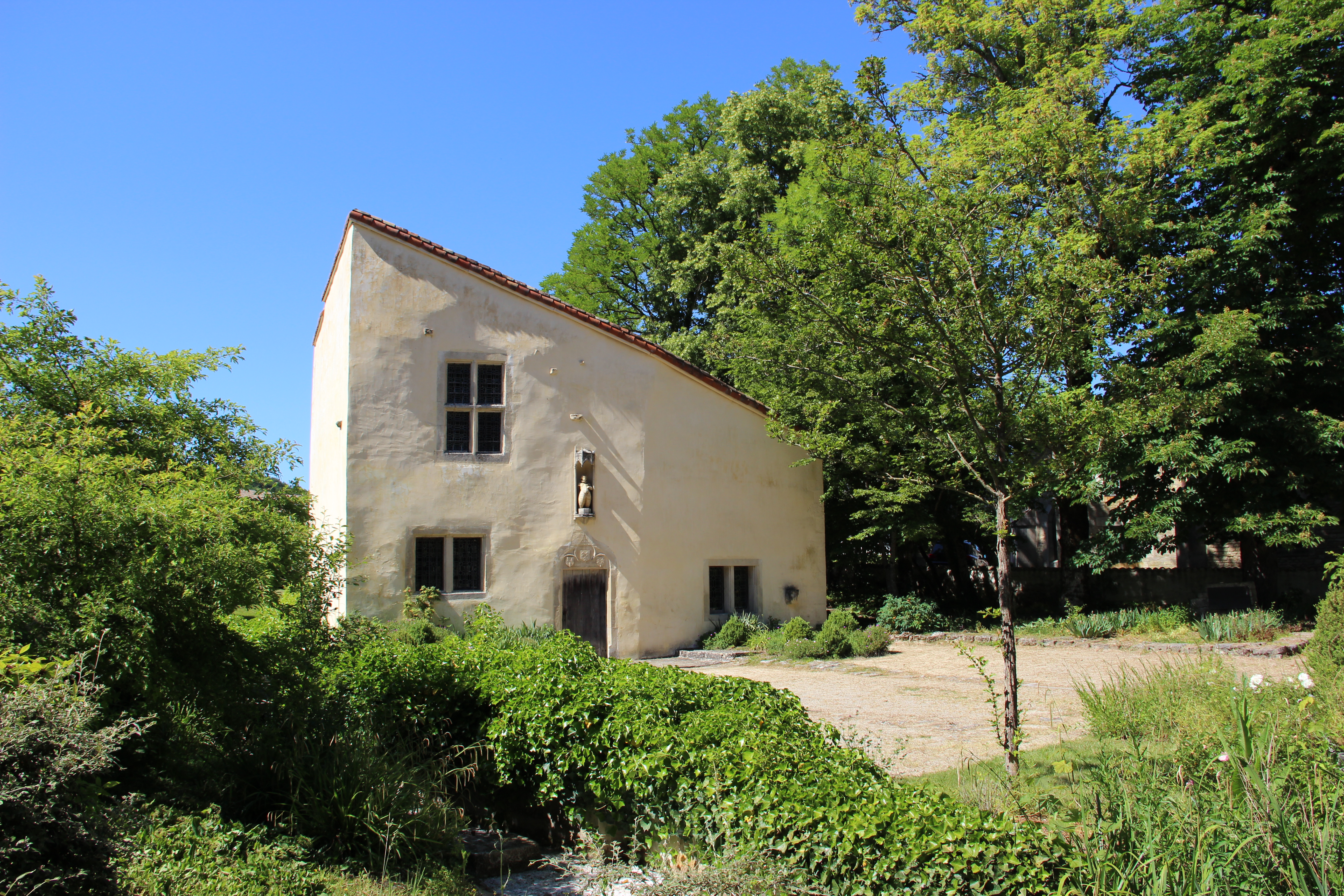
Maison natale de Jeanne d'Arc.
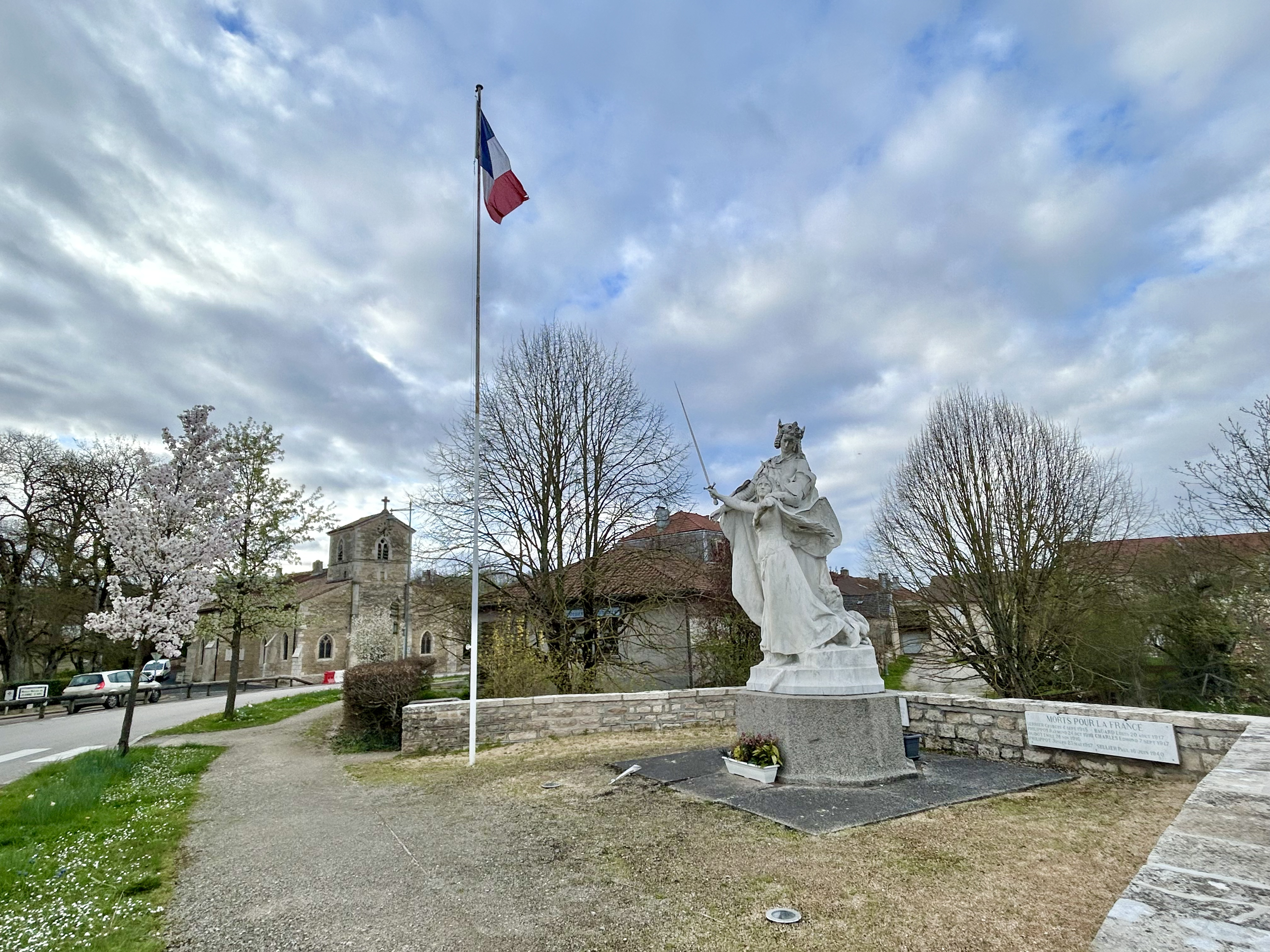
Statue de Jeanne d'Arc.
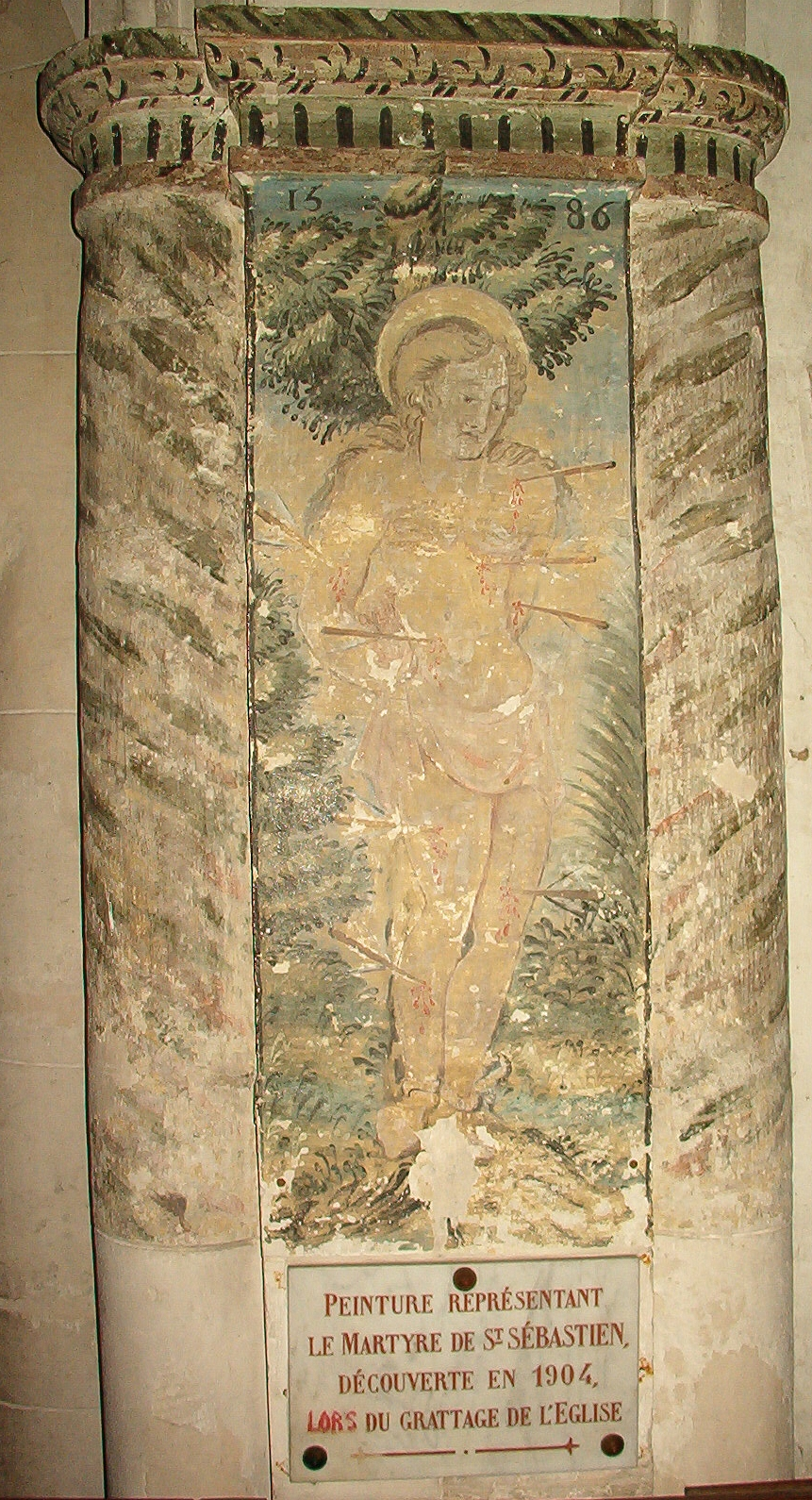
Le martyre de saint Sébastien visible dans l'église de Domrémy-la-Pucelle.
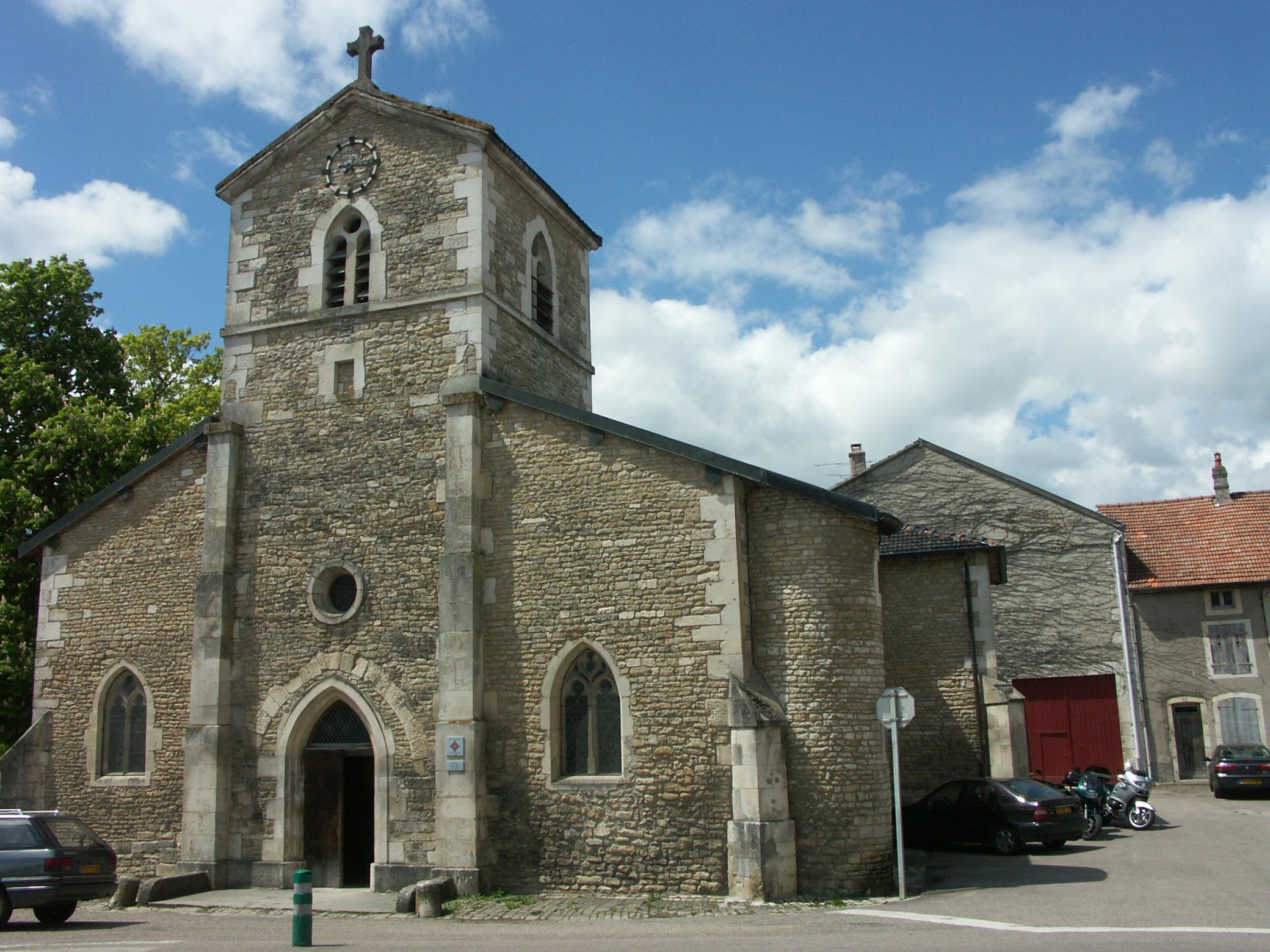
L'église Saint-Rémy.
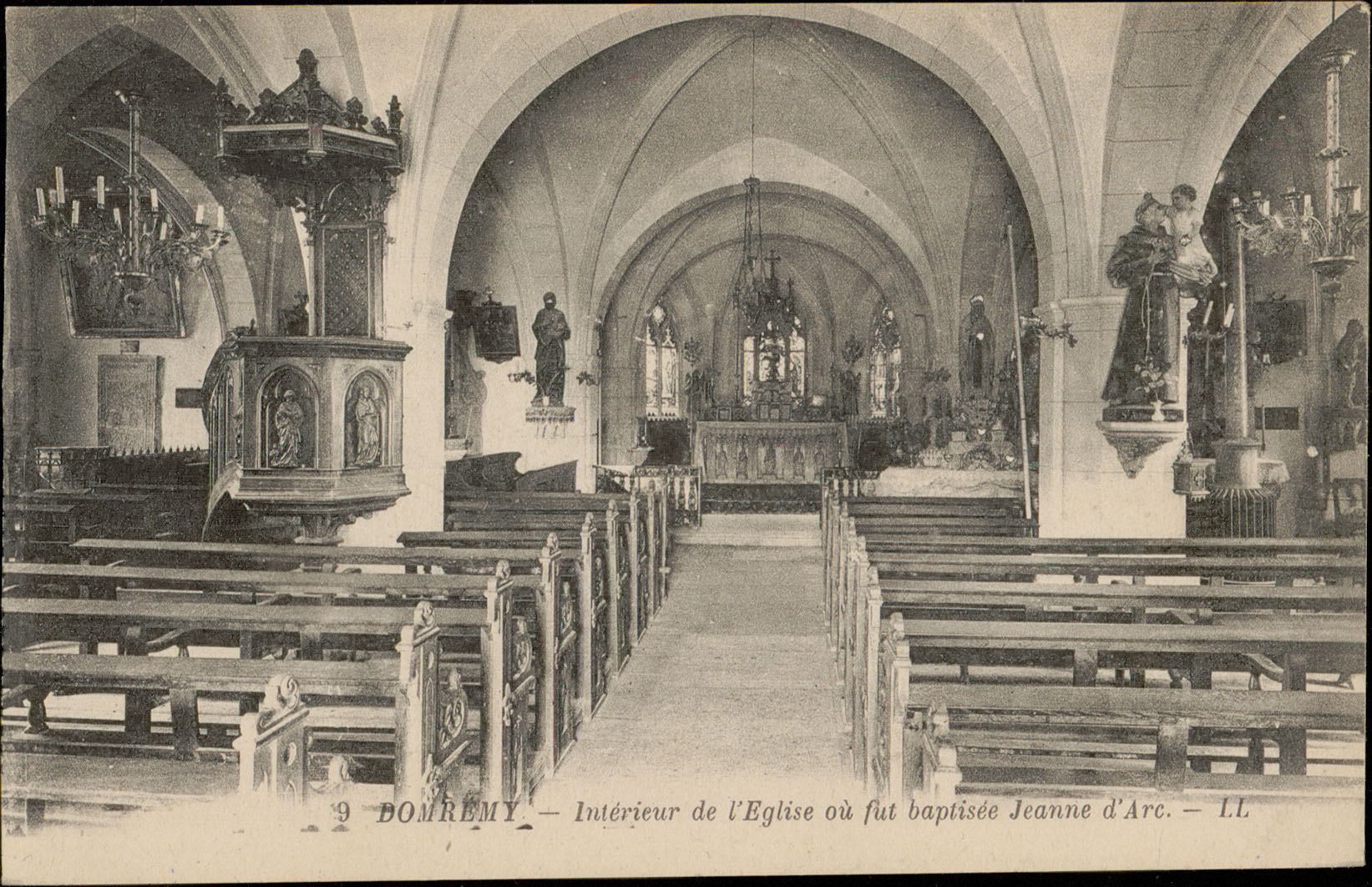
Carte postale, entre 1880 et 1945, représentant l'intérieur de l'église où fut baptisée Jeanne d'Arc.
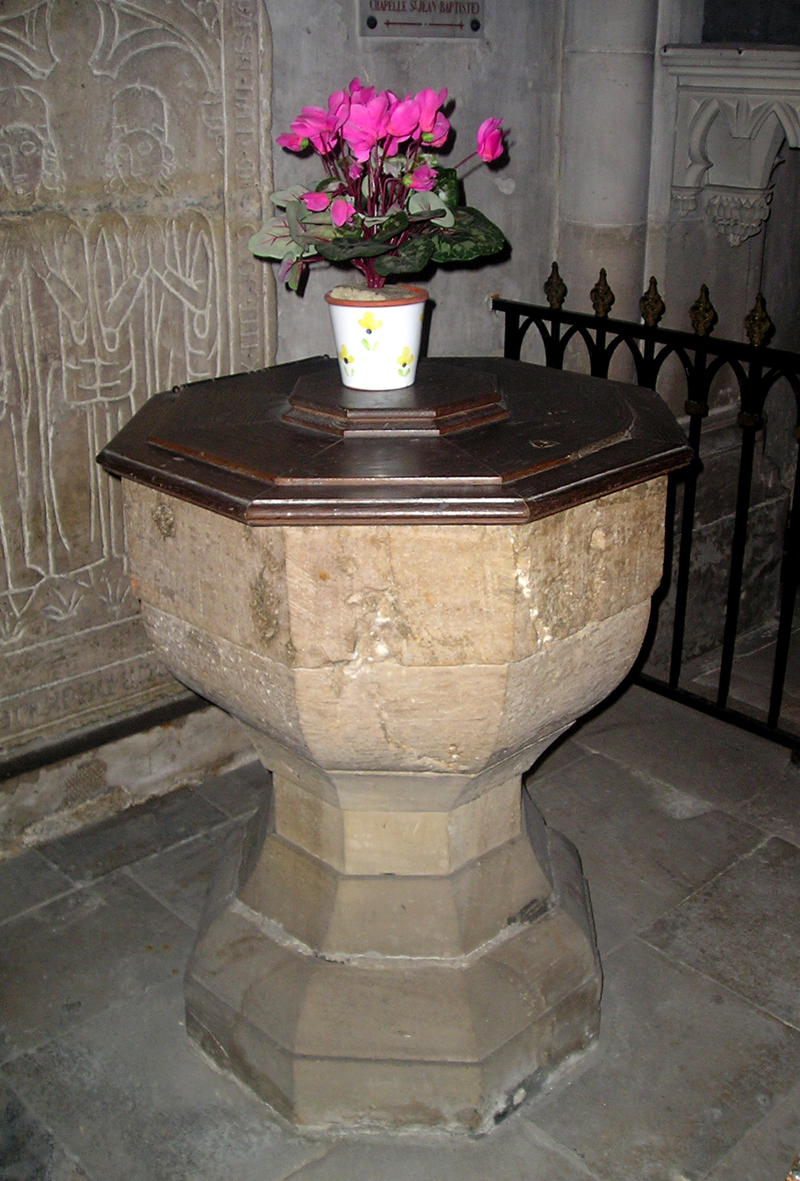
Les fonts baptismaux de l'église, où Jeanne d'Arc reçut le baptême.
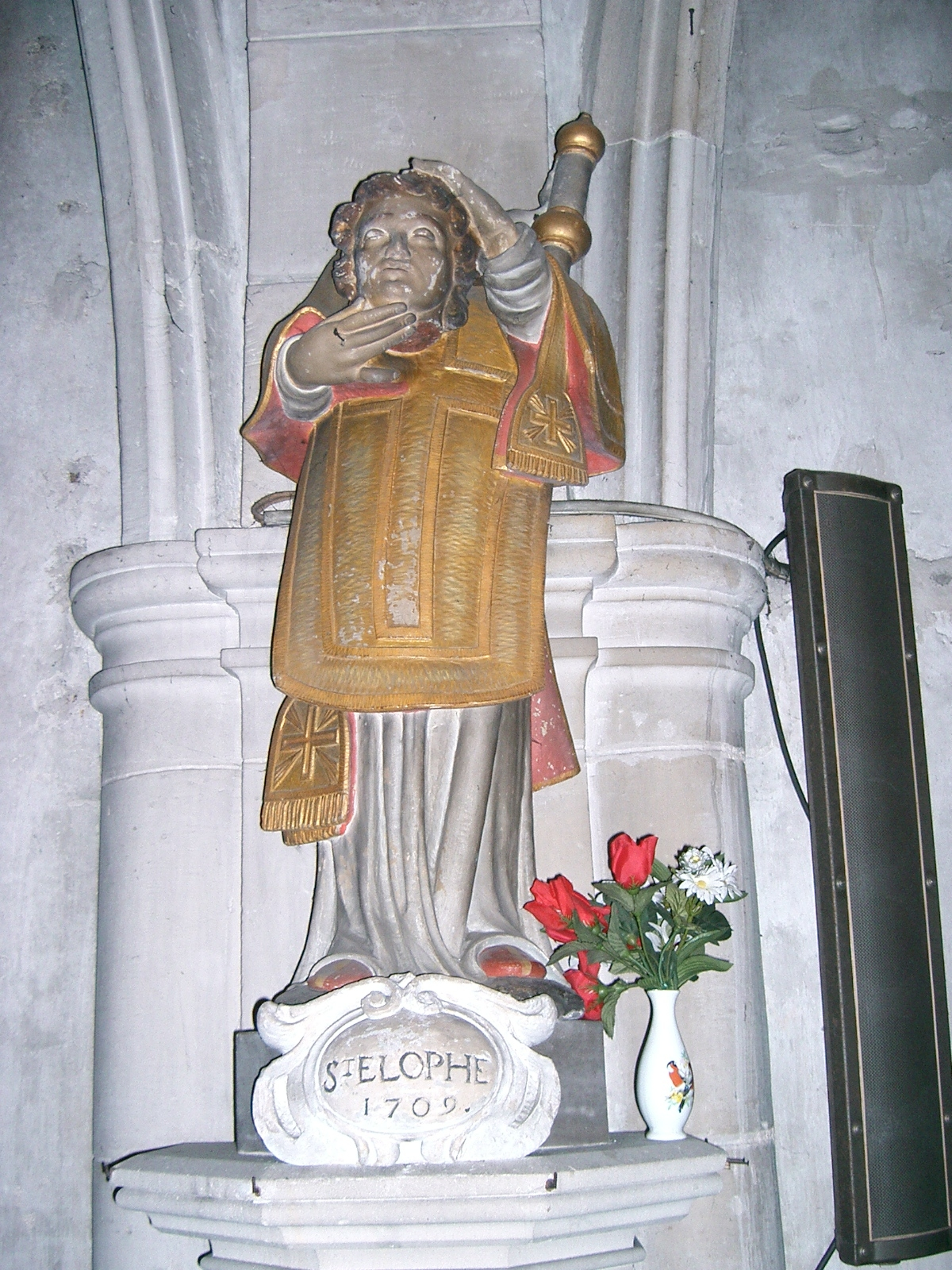
Église de Domrémy, statue de saint Élophe[52],[53] portant sa tête coupée.
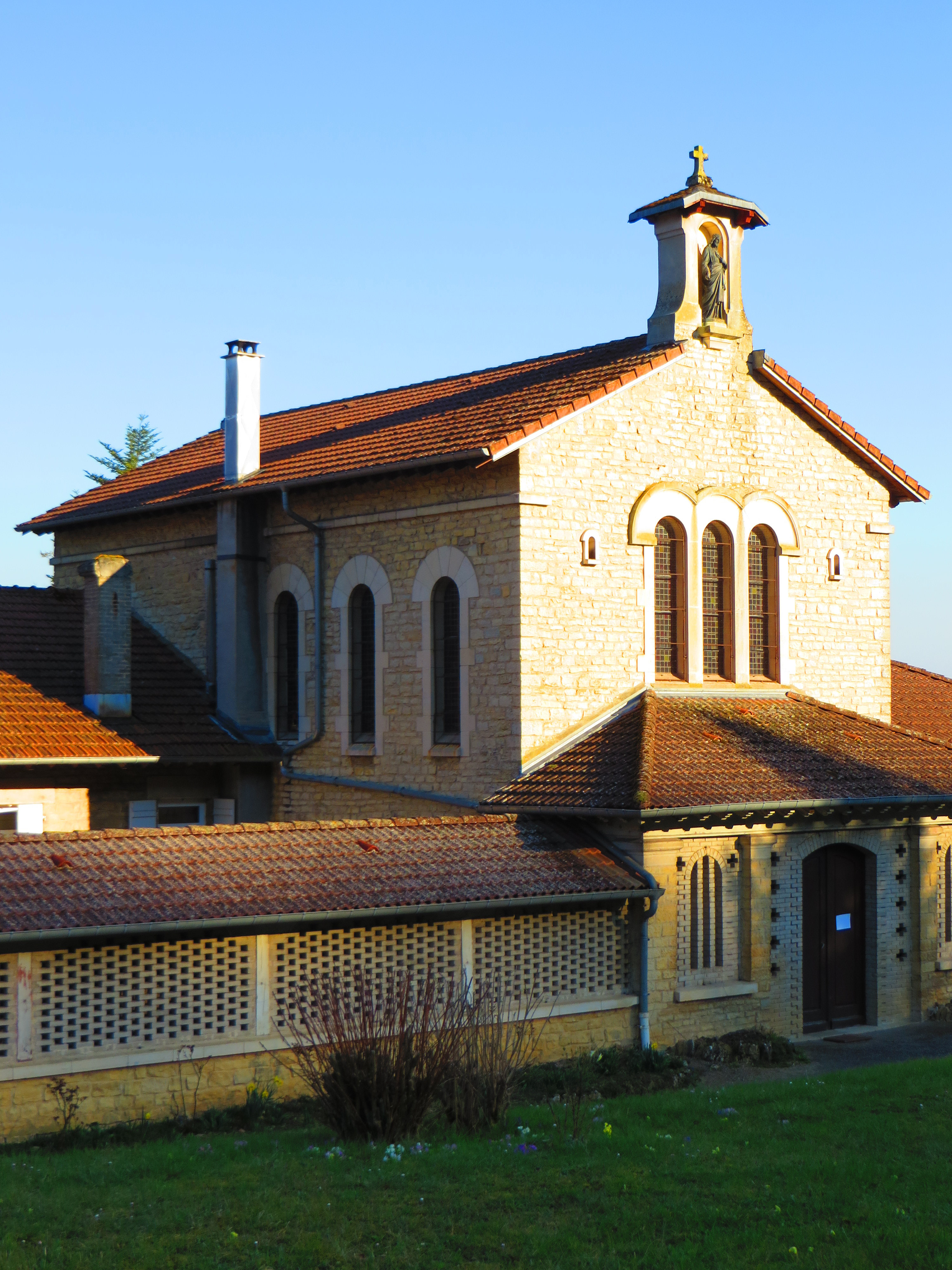
Chapelle du Carmel (Bois-Chenu).

### Personnalités liées à la commune
- Jeanne d'Arc (née à Domrémy vers 1412, brûlée à Rouen en 1431), en l'honneur de laquelle Domrémy fut rebaptisée Domrémy-la-Pucelle.
- Médaillés de Sainte-Hélène[54].

### Bibliographie

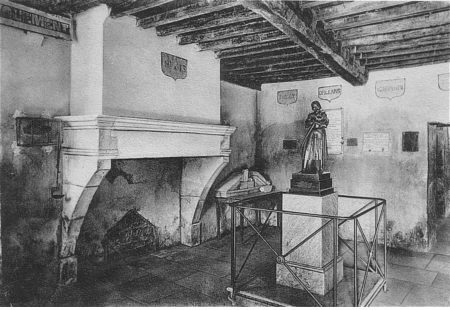
Intérieur de la maison natale de Jeanne d'Arc.

### Héraldique
| Blason | Blasonnement : D’azur à une épée d’argent garnie d’or mise en pal, surmontée d’une couronne et accostée de deux fleurs de lys le tout d’or. Commentaires : Ce sont les armes de Jeanne d’Arc. Pierre-Dié Mallet, oblat bénédictin, proposait d'ajouter à ce blason un chef de gueules à un saint Rémi d’argent mais la commune n’a pas retenu ce dessin. |

## Pour approfondir